# Nach uns die Sintflut
Live - Nach uns die Sintflut es el octavo álbum de Die Ärzte, y el primero de la banda en vivo, lanzado en dos ediciones, una triple de vinilo, y la otra doble normal.

## Lista de canciones
CD1
1. Ouvertüre zum besten Konzert der Welt [Apertura al mejor concierto del mundo] (Felsenheimer, Urlaub/Felsenheimer, Urlaub) - 1:34
2. Radio brennt [La radio arde] (Felsenheimer, Urlaub/Urlaub) - 2:26
3. Mädchen [Mujeres] (Urlaub/Urlaub) - 2:32
4. Frank'n'stein (Felsenheimer/Felsenheimer) - 2:04
5. Ohne Dich [Sin ti] (Urlaub/Urlaub) - 2:02
6. Blumen Flores (Felsenheimer/Felsenheimer) - 3:01
7. Sweet sweet Gwendoline (Urlaub/Urlaub) - 2:04
8. Alleine in der Nacht [Solo en la noche] (Felsenheimer/Felsenheimer) - 2:31
9. Ausserirdische [Extraterrestre] (Urlaub/Urlaub) - 2:16
10. Buddy Holly's Brille [Las gafas de Buddy Holly] (Urlaub/Urlaub) - 3:48
11. Popstar [Estrella pop] (Felsenheimer/Felsenheimer) - 3:07
12. El Cattivo [El malo (en italiano)] (Urlaub/Urlaub) - 2:46
13. Madonnas Dickdarm [El colon de Madonna] (Felsenheimer, Liebing, Urlaub/Urlaub) - 1:53
14. Dein Vampyr [Tu vampiro] (Felsenheimer/Felsenheimer) - 2:31
15. Siegerin [Ganadora] (Felsenheimer/Felsenheimer) - 2:10
16. Westerland [Tierra del oeste] (Urlaub/Urlaub) - 3:41
17. 2000 Mädchen [2000 Mujeres] (Felsenheimer, Urlaub/Urlaub) - 2:51
18. Mysteryland [Tierra misteriosa](Felsenheimer/Felsenheimer) - 3:24
19. Du willst mich küssen [Quieres besarme] (Urlaub/Urlaub) - 2:59
20. Gute Zeit [Buen tiempo] (Felsenheimer/Felsenheimer) - 2:56
21. Helmut K. (Felsenheimer, Liebing, Urlaub/Felsenheimer, Liebing, Urlaub) - 2:11
22. Wie am ersten Tag [Como en el primer día] (Urlaub/Urlaub) - 2:51

CD2
1. Wer hat an der Uhr gedreht? (F. Strittmatter, Q. Amper, jr/E. Storeck) - 0:30
2. Medley
  - a) "When Will I Be Famous" (The Brothers) - 0:39
  - b) "Tell It to My Heart" (Seth Swirsky, Ernie Gold) - 0:17
  - c) "Whenever You Need..." (Stock, Aitken & Waterman) - 0:09
  - d) "I Should Be So Lucky" (Stock, Aitken & Waterman) - 0:07
  - e) "My Bed Is Too Big" (Dieter Bohlen) - 0:10
  - f) "Born to Love" (Melloni, Turratti, Chieregato, Beecher) - 0:06
  - g) "Kiss" (Prince) - 0:15
  - h) "Zu spät" [Too late] (Farin Urlaub) - 3:55
  - i) "Blueprint" (K. Franck) - 0:23
3. Elke (Urlaub/Urlaub) - 3:53
4. Ist das alles? [Eso es todo?] (Felsenheimer/Felsenheimer) - 3:05
5. Claudia III (Felsenheimer, Liebing, Urlaub/Felsenheimer, Liebing, Urlaub) - 4:58
6. Radio Rap (Felsenheimer, Urlaub/Urlaub) - 2:31
7. Roter Minirock [Minifalda roja] (Urlaub, Runge/Urlaub, Runge) - 2:01
8. Scheisstyp [Tipo de mierda] (Felsenheimer/Felsenheimer) - 2:17
9. Sie kratzt [Ella molesta] (Urlaub/Urlaub) - 2:10
10. Teenager Liebe [Amor adolescente] (Urlaub/Urlaub) - 2:36
11. Vollmilch [Leche entera] (Urlaub/Urlaub) - 2:15
12. Ich bin wild [Soy salvaje] (Felsenheimer, Urlaub/Urlaub) - 3:34
13. Uns geht's prima [Lo estamos haciendo grande] (Urlaub/Urlaub) - 1:48
14. Sprüche - 18:50
15. ♀ (Urlaub/Urlaub) - 10:02

## Singles
1988: Der Ritt auf dem Schmetterling (Instrumental) 

1988: Live - Zu spät...
- Datos: Q1962156